# Ichnotropis
Ichnotropis es un género de lagartos de la familia Lacertidae. Sus especies se distribuyen por el centro, este y sur de África.

## Especies
Se reconocen las siguientes seis especies:
- Ichnotropis bivittata Bocage, 1866
- Ichnotropis capensis (Smith, 1838)
- Ichnotropis chapini Schmidt, 1919
- Ichnotropis grandiceps Broadley, 1967
- Ichnotropis microlepidota Marx, 1956
- Ichnotropis tanganicana Boulenger, 1917